# Rich Piana
Richard Eugene Piana (ur. 26 września 1970 w Glendale, zm. 25 sierpnia 2017 w Clearwater) – amerykański kulturysta, przedsiębiorca oraz Youtuber.

## Życiorys

### Wczesne lata
Urodził się 26 września 1970 w Glendale w Kalifornii i wychowywał się w Sacramento. Gdy miał 6 lat pierwszy raz był na siłowni towarzysząc swojej mamie podczas jej treningu. W wieku 11 lat zaczął tam ćwiczyć, a w wieku 18 lat zaczął stosować sterydy anaboliczne. Gdy miał 18 lat również zdobył tytuł NPC Mr. Teen California.

### Kariera kulturystyczna
W 1989, mając 18 lat, wygrał zawody NPC Mr. Teen California. Później w 1998 zdobył tytuł NPC Mr. California, co mu otworzyło drogę do dalszej i lepszej kariery kulturystycznej. W 2003 w Los Angeles wygrał Mr. California, a w 2009 zdobył tytuł Men's Bodybuilding (Super Heavyweight) Sacramento, gdzie się wychowywał.

### Stosowanie sterydów
Rich Piana zaczął stosować sterydy anaboliczne, gdy miał 18 lat. W swoim pierwszym cyklu (który opisał jako prawdopodobnie swój najlepszy cykl w życiu) stosował testosteron oraz deca-durabolin. Na sterydy, które stosował przez prawie 30 lat, wydawał kilka tysięcy dolarów miesięcznie. Na swoim kanale na YouTube, na którym umieszczał filmy o swoim stylu życia również otwarcie się wypowiadał, co do swojego stosowania środków anabolicznych. Widzom, a szczególnie najmłodszej grupie odbiorców stanowczo odradzał ich stosowanie.

### Śmierć
7 sierpnia 2017 Piana zemdlał w swoim mieszkaniu na Florydzie, podczas gdy jego partnerka Chanel Jansen strzygła mu włosy. Rich Piana wówczas stał i upadając uderzył się w głowę. Jansen wezwała pogotowie oraz policję. Jego serce nie biło wtedy prawidłowo, co również potwierdzili ratownicy medyczni po przyjechaniu na miejsce. Udało im się przywrócić prawidłowy rytm serca Richa Piany, ale nie odzyskał przytomności (już do śmierci) z powodu niedotlenienia mózgu od momentu zemdlenia. Został przewieziony do pobliskiego szpitala, gdzie zapadł w śpiączkę. Policjanci w jego mieszkaniu znaleźli 20 butelek z testosteronem. 25 sierpnia 2017 zmarł. Został pochowany na cmentarzu Forest Lawn Memorial Park w Hollywood Hills.

## Życie osobiste
W swoim życiu na siłowni trenował bardzo intensywnie, z czego był znany. Jego treningi były niezwyczajnie długie, bo trwały około 3 godziny. Jeden z jego planów treningowych na ręce oraz ramiona był ułożony tak, że aby zrobić pełny trening z tym planem należy spędzić na siłowni 8 godzin. Jadał około dwanaście posiłków dziennie. Jego konto na Instagramie obserwowało ponad 1,2 miliona osób
Miał dwie żony. Tożsamość pierwszej, którą podobno zdradził nie jest znana. W 2015 wziął ślub z islandzką kulturystką Sarą Heimisdóttir. W 2016 rozstali się po tym, jak oskarżył ją o kradzież oraz wykorzystanie do zdobycia rezydencji w Stanach Zjednoczonych. Później związał się z Chanel Jansen, z którą był do końca życia.